# エルサレム攻囲戦 (70年)
エルサレム攻囲戦（エルサレムこういせん、英語: Siege of Jerusalem）は、西暦70年にエルサレムを巡って起こった攻城戦。ユダヤ属州のユダヤ人とローマ帝国の間に起こったユダヤ戦争（第一次ユダヤ戦争）の決戦になった。この戦いでローマ軍は、ユダヤ人の叛乱軍が66年以来立て籠もっていたエルサレムを陥落させ、市街のほか、聖地であるエルサレム神殿も破壊された。一部のユダヤ人はマサダ砦に逃れ、73年に玉砕するまで戦い続けた。
エルサレムの喪失で本拠地を失ったユダヤ民族は各地に離散した。神殿の崩壊した日は民族の悲劇の日とされ、今でもティシュアー・ベ＝アーブと呼ばれる悲しみの記念日とされている。神殿の破壊を描いた絵画や、題材にした文学も現代まで数多く創作された。

## 攻囲戦

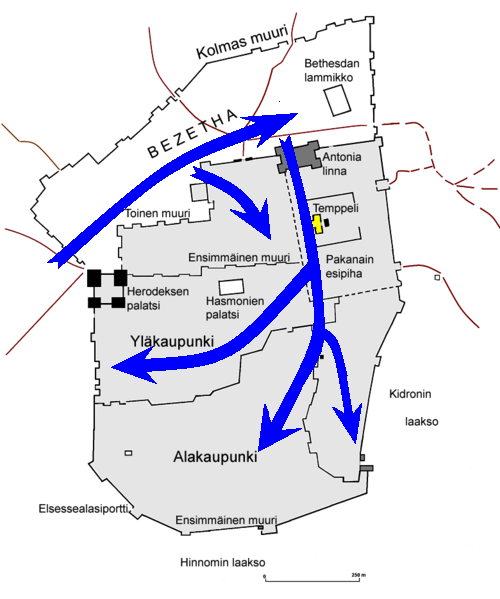
当時のエルサレム市街。黄色がエルサレム神殿、青色がローマ軍の攻撃の経路

過越の祭の数日前である70年の4月14日に、ティトゥス率いるローマ軍のエルサレム攻囲戦が開始された。ティトゥスは第5軍団マケドニカ、第12軍団フルミナタ、第15軍団アポリナリスの3つの軍団を市の西面に、第10軍団フレテンシスを市の東のオリーブ山に配置し、エルサレムを包囲していた。ティトゥスはエルサレムに対し水と食糧の供給を絶つ兵糧攻めを行った。ティトゥスは過越の祭でエルサレムに来る巡礼には入市を認めたが、一方で彼らが市から出ることは認めなかったため、市内の人口は増え続け食糧不足は深刻になった。
ユダヤ人は当初は有利に戦ったが、エルサレム市内ではシカリウス派を率いるシモン・バル・ギオラ、熱心党を率いるエルアザル・ベン・シモン、ギスカラのヨハネといった指導者が並立して争いを繰り広げ、一つにまとまることがなかった。またユダヤ人側には規律、訓練、戦いの準備が欠けていたことも攻囲戦にあたっての弱みになった。
ユダヤ人の反撃でローマ軍に多数の死者が出ると、ティトゥスはユダヤ人の元指導者で歴史家のヨセフス・ベン・マタティア（フラウィウス・ヨセフス）をエルサレムを守るユダヤ人たちの元へ送り交渉を行わせた。しかしユダヤ人らは矢を放って交渉人たちを追い払い、さらに反撃を行った。ティトゥスはこの際の奇襲攻撃によりすんでのところで捕まるところであった。

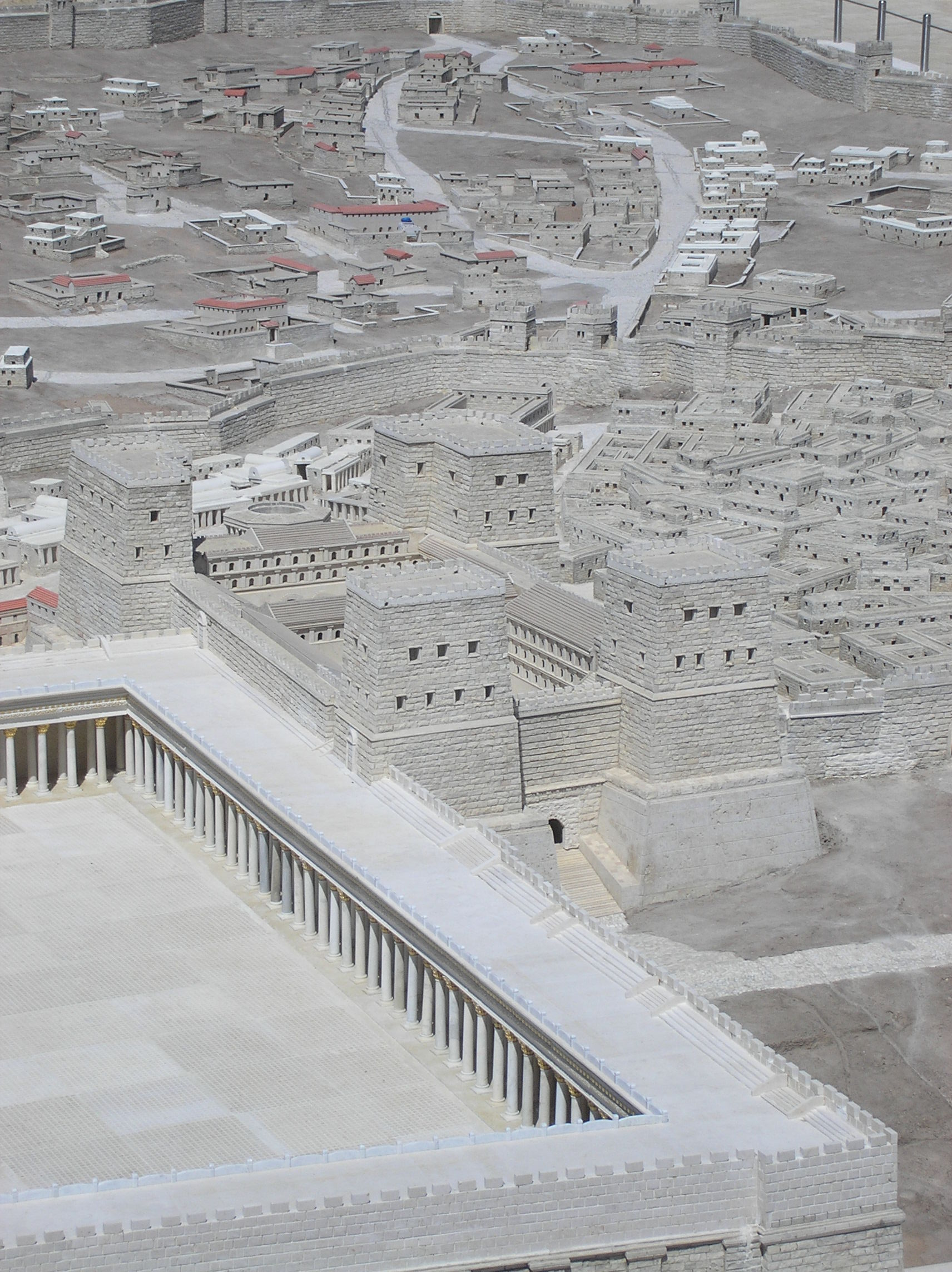
当時のエルサレム市街の再現模型。左下の神殿に隣接している中央の塔が、ヘロデ大王が築いたアントニウス要塞（アントニア要塞）

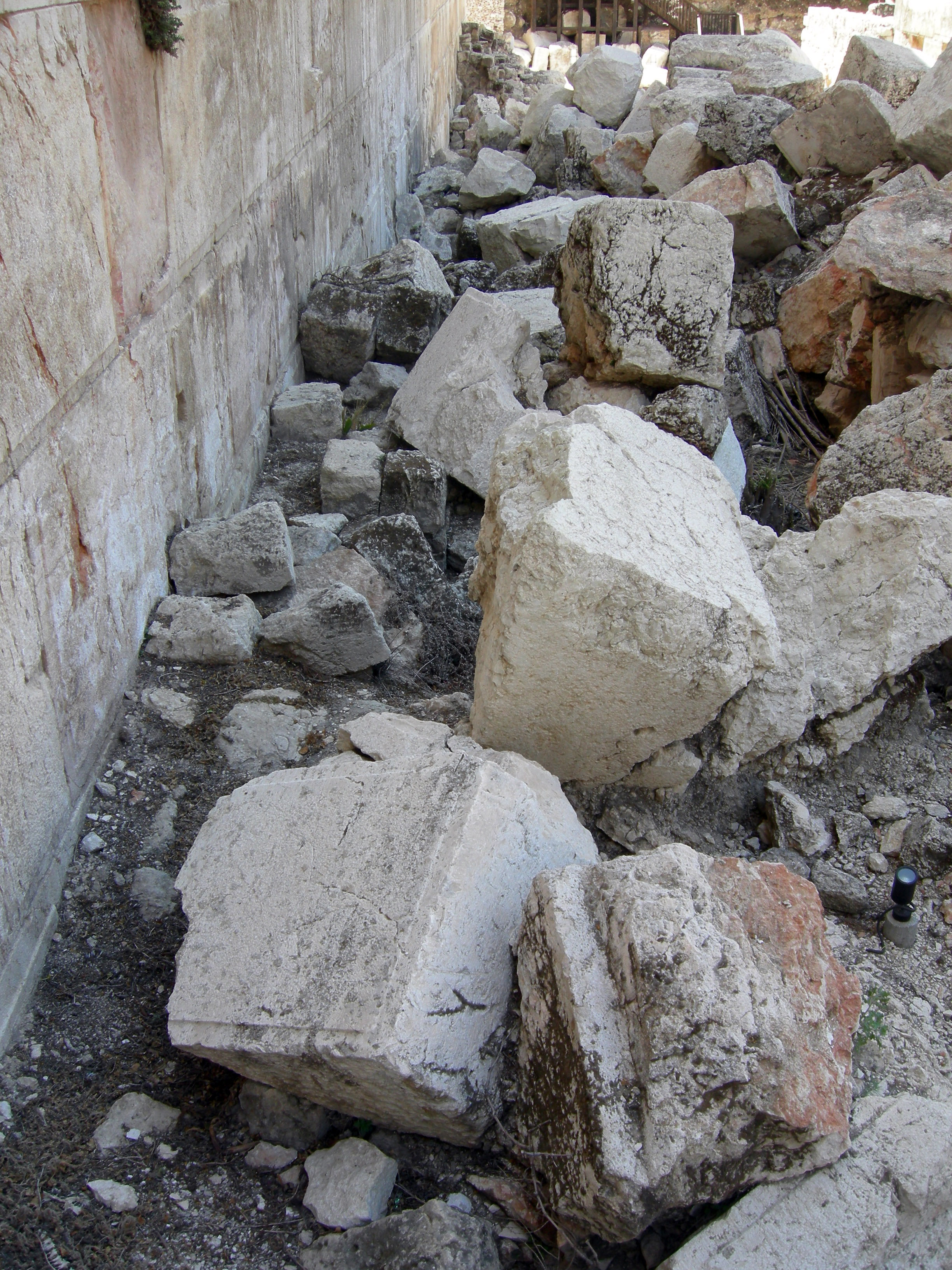
ローマ兵が神殿の丘の西壁（嘆きの壁）から第9通りの上に投げ落とした石

5月半ば、ティトゥスは新たに築かれた第3城壁を破城槌で破壊し始め、第2城壁同様に突破口を開いた。その後、攻撃を神殿の丘のすぐ北にあるアントニウス要塞へと向けた。ローマ兵は市街地に入り、熱心党らユダヤ人と戦いながら町の通りで戦った。熱心党には犠牲者を多く出さないよう神殿への退却が命令された。この戦いの後、フラウィウス・ヨセフスは交渉に再度失敗し、ローマ軍もアントニウス要塞攻略のための攻城塔建設に失敗している。市内の水や食糧など必要物資はますます少なくなったが、食糧徴発部隊が市の内外をこっそり行き来して物資を運んでおり、途中でローマ軍に対する攻撃も行った。彼らの出入りを阻止するため、ティトゥスは新たな壁の建設を始め、攻城塔の建設も再開させた。
その後ローマ軍は何度もアントニウス要塞の城壁に突破口を開けようとしたが失敗し、最後には夜間の奇襲攻撃を行って眠る守備兵を倒し、ついに要塞を陥落させた。要塞は神殿を見下ろすように建っており、神殿攻撃の絶好の地点であった。破城槌による城壁攻撃は進まなかったが、戦闘中にローマ兵が燃える棒を神殿の城壁の上にばら撒いたことにより、城壁自体が炎上した。
ヘロデ大王が築いた巨大なエルサレム神殿（第二神殿）をどうするかについては、フラウィウス・ヨセフスによればティトゥスには当初破壊する意思はなく、そのままローマ皇帝やローマの諸神に捧げる神殿へと作り変えるつもりだったと考えられている。しかし神殿に移り始めた火の勢いは留まることを知らず、8月末に完全に倒壊した。この日は奇しくも、ソロモン王の建てた最初のエルサレム神殿が破壊されたティシュアー・ベ＝アーブの日であった。このとき焼け残った神殿の壁の一部が、現代ユダヤ人にとっても聖地の「嘆きの壁」である。
火はさらに住宅地区へも燃え広がった。ローマ兵は市街地でのユダヤ人たちの抵抗を抑えていった。ユダヤ人たちのうち一部は秘密のトンネルで市内を脱出し、一部はさらに市街地の城壁で囲まれた一角に立て篭もった。この抵抗によりローマ軍の勢いは停止し、また攻城塔を造る羽目になった。
エルサレム市をローマ軍が完全に制圧したのは9月7日のことであった。ユダヤ戦争はこの後、エルサレムから逃亡したユダヤ人勢力を各地でローマ軍が掃討する段階に入った。

## エルサレムの破壊

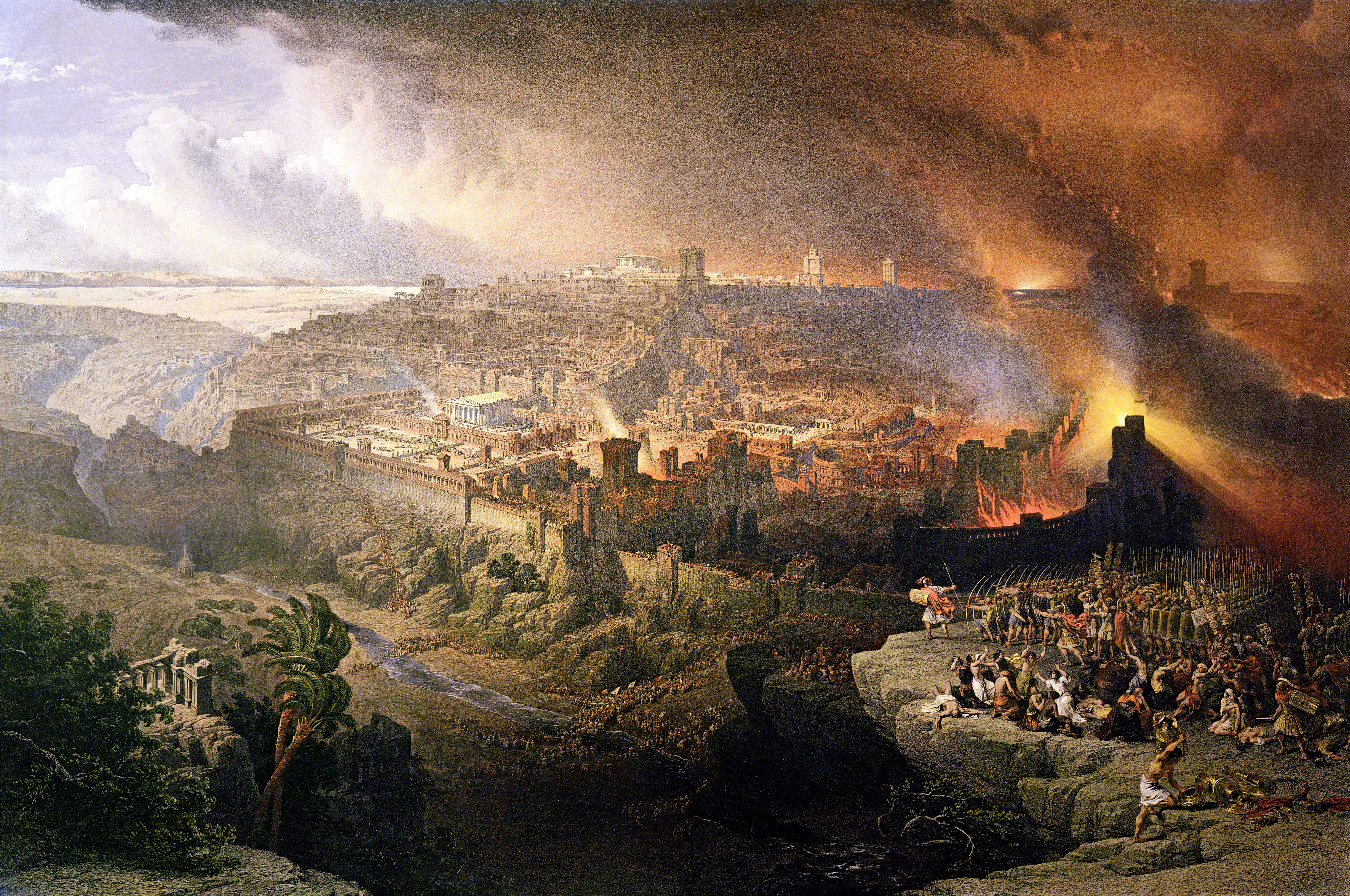
『エルサレムの包囲と破壊』。19世紀イギリスの画家デイビッド・ロバーツ（David Roberts）による絵画。1850年

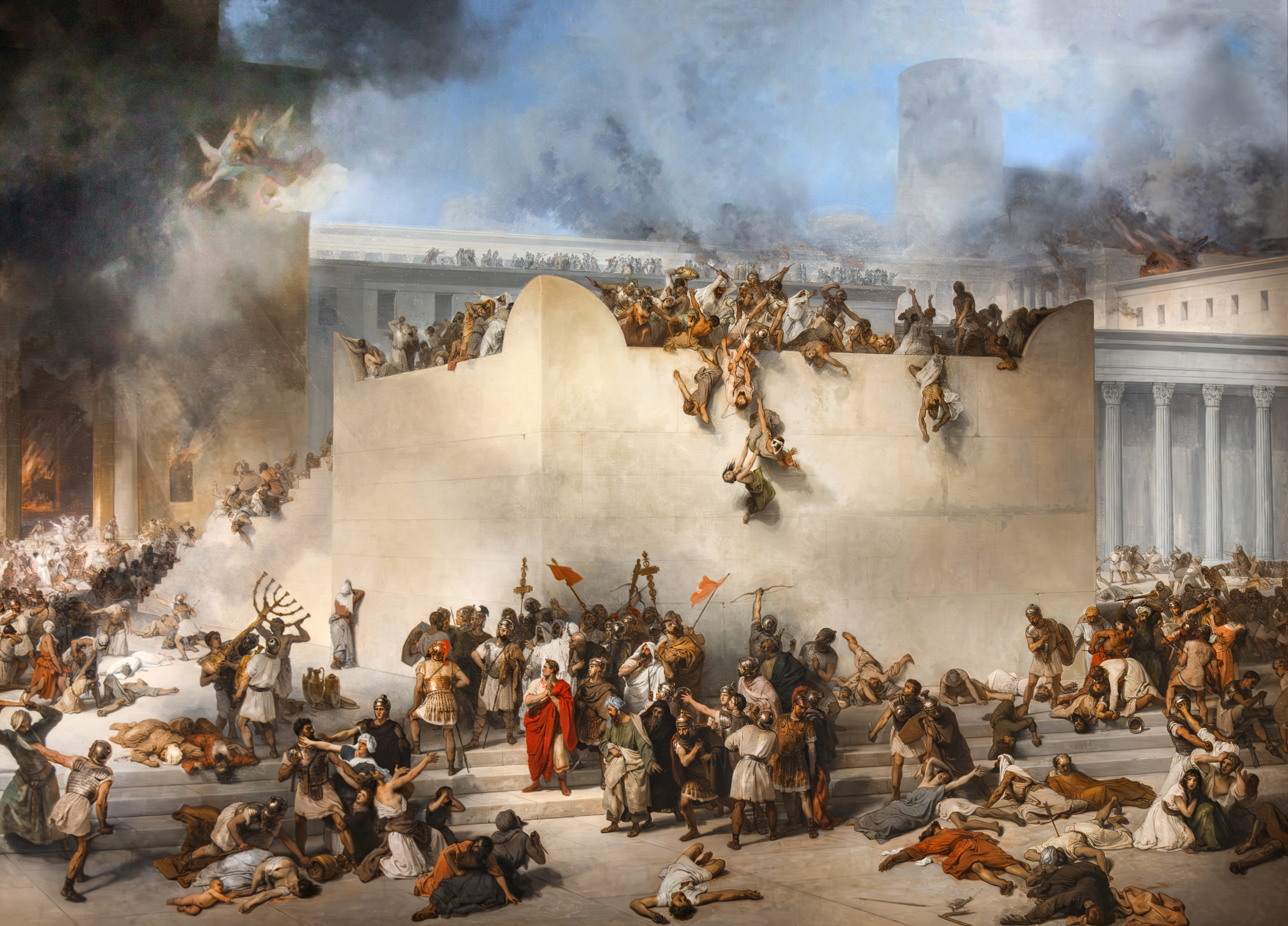
『エルサレム神殿の破壊』。フランチェスコ・アイエツの絵画、1867年

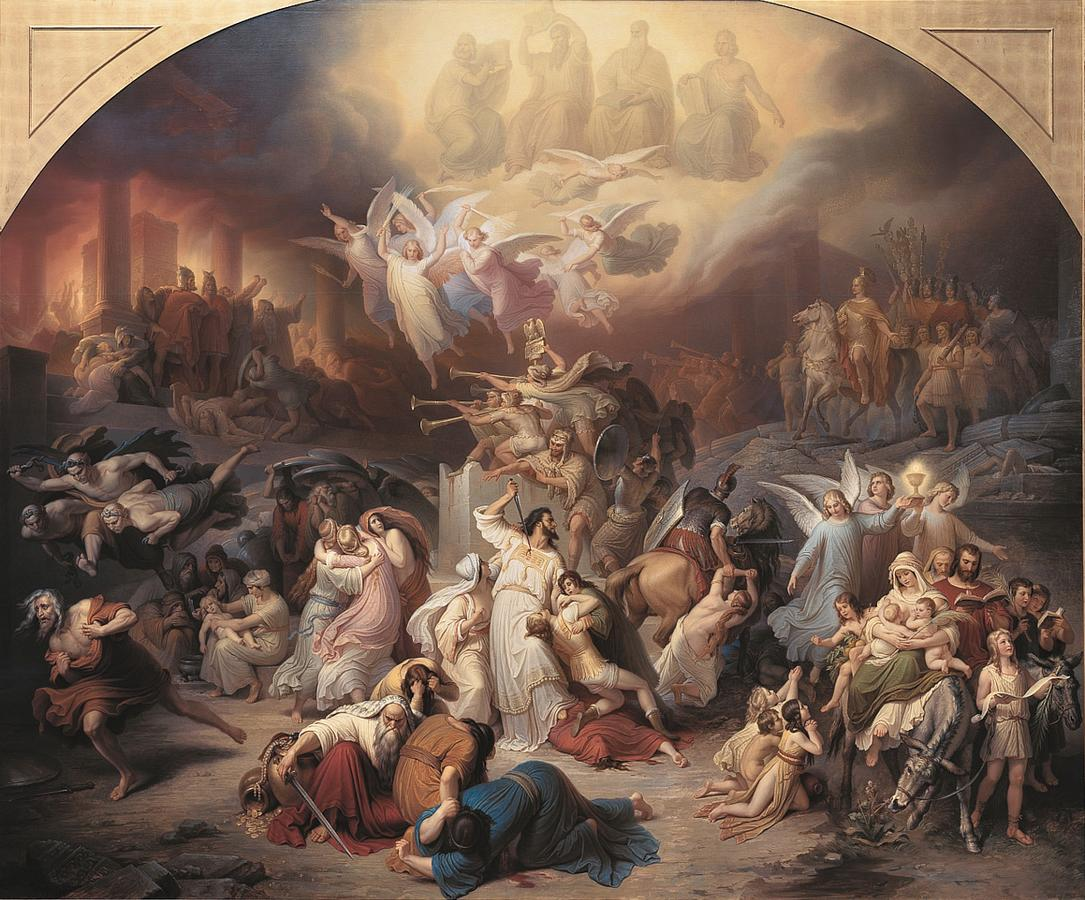
『ティトゥスによるエルサレム破壊』。ヴィルヘルム・フォン・カウルバッハ（Wilhelm von Kaulbach）の絵画。1846年

スルピキウス・セウェルス（Sulpicius Severus、363年–420年）は、著書『Chronica』の中でタキトゥス（56年–117年）の著書の一部を引用し、ティトゥスはユダヤ人を根絶するためにエルサレム神殿を破壊することを望んだと書いている。一方、フラウィウス・ヨセフスはより穏健な見方をしており、ティトゥスは他の者たちと話し合いを行った結果、建設以来千年の歴史を有するエルサレム神殿を残そうとしたと書く（ソロモン神殿（第一神殿）が建設されたのは紀元前10世紀のことだが、この攻囲戦の当時の神殿はヘロデ大王の築いた第二神殿であり建設後90年ほどである）。フラウィウス・ヨセフスは、ユダヤ人の度重なる攻撃と戦術に怒り心頭となったローマ兵が、ティトゥスの命令を破って神殿に隣接する区画へ火を放ち、それが神殿全体に広がったとしている。
フラウィウス・ヨセフスはローマ軍とユダヤ人の仲介者たろうとしたものの失敗した。その後目撃したことについて、『ユダヤ戦記』では次のように書く。いわく、殺すものも奪うものもなくなった後、ティトゥスは神殿も市街も全て壊すように命じたという。ただしファサエルス塔（Phasaelus）、ヒッピクス塔（Hippicus）、マリアムネ塔（Mariamne）の3つの大きな塔、および市の西を囲んでいた城壁は残された。城壁は街の跡に作られた兵営を守るため、塔はローマ軍が征服したエルサレムがどのような頑丈な都市だったかを後世に示すために保存されることとなった。ただしそれ以外の城壁は掘り崩され、後世にこの場所を訪れる者が、この地に人が住んでいたことを信じられなくなるほどに破壊されたという。フラウィウス・ヨセフスは木々や庭園に囲まれた偉大な都市が全て消えうせ、美しかった郊外が砂漠のようになってしまったことを悲しいことであると書く。
フラウィウス・ヨセフスは、この攻囲戦で「110万人」が死に（そのほとんどはユダヤ人）、9万7千人が捕虜となり奴隷にされたと書く。捕虜の中には、叛乱の指導者だったシモン・バル・ギオラやギスカラのヨハネも含まれていた。多くのユダヤ人が地中海一帯に逃げたともされる。ティトゥスは、「自分たちの神に見捨てられた民を征服しても、何も得るものはない」として、勝利の花冠を受け取るのを拒否したとされる。

## その後
当時のローマ皇帝ウェスパシアヌスは、息子ティトゥスがエルサレムを征服し破壊したことを祝って、「Judaea Capta」（ユダヤ征服）という記念硬貨を70年に鋳造させている。ウェスパシアヌスは75年にはローマ市内に「ウェスパシアヌスのフォルム」（平和の神殿）という公共施設を建てさせた。これもエルサレム征服を記念するもので、ヘロデ神殿から奪ったメノーラーが置かれていたとされる。

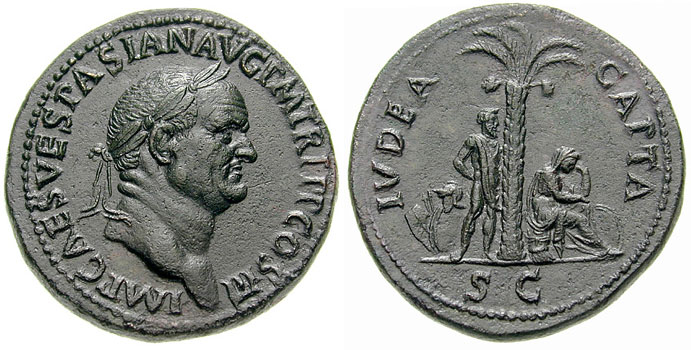
Judaea Capta 硬貨

82年ごろにはドミティアヌス帝がエルサレム征服とユダヤ戦争の勝利を記念し、ローマ市内にティトゥスの凱旋門という建造物を建てさせた。この凱旋門の浮き彫りに描かれたメノーラーは、第二神殿の略奪を象徴する事物として知られるようになった。この門は今もローマ市内に残っている。
エルサレム神殿はこの後再建されることはなかった。神殿祭儀を取り仕切り、神殿宗教としてのユダヤ教を保守してきた祭司たちやサドカイ派は衰退に向かい、律法を守り実践することを宗教生活の中心とするファリサイ派がユダヤ教の主流になっていった。ユダヤ人のアーモーラーイーム（3世紀から5世紀にかけてバビロニアやイスラエルで活動した学者たち）は、エルサレムおよび神殿の破壊を、当時のユダヤ社会を覆っていた根拠のない憎悪にたいする神罰とみなしていたとされる。
荒野と化したエルサレムは、130年にユダヤへ巡幸したハドリアヌス帝が再建を決意したため、再び都市としてよみがえることになる。しかし、再建される都市の名がエルサレムではなく「アエリア・カピトリナ」となること、神殿跡地にユピテル神殿が建てられることが逆にユダヤ人の怒りを呼び、第二次ユダヤ戦争（バル・コクバの乱）が勃発することになる。第二次ユダヤ戦争後のユダヤ人の地位は一層厳しくなった。
ユダヤ戦争、およびエルサレムの破壊というテーマは、長年にわたり多くの西洋の小説家や芸術家の発想の源となっており、多数の絵画が描かれている。